# Szpital Miejski Specjalistyczny im. Gabriela Narutowicza w Krakowie
Szpital Miejski Specjalistyczny im. Gabriela Narutowicza w Krakowie – szpital w Krakowie mieszczący się przy ul. Prądnickiej 35–37.

## Historia[2]
Decyzję o budowie szpitala podjęto w 1927 roku. Po 7-letniej budowie, 10 listopada 1934 r. szpital został uroczyście otwarty. Posiadał wówczas 420 łóżek w pokojach 2–3 osobowych, 5 sal operacyjnych i salę porodową.
Do 1935 roku uruchomiono:
- Oddział Chorób Wewnętrznych z Pododdziałem Neurologicznym
- Oddział Chirurgiczny
- Oddział Ginekologiczno-Położniczy
- Oddział Traumatologii
- Oddział Dermatologiczny
- Zakład Rentgena
- Pracownię Analityczną
- Aptekę Szpitalną

Pierwszym dyrektorem Szpitala był dr Jan Szancenbach.

### Okres wojny i okupacji
W październiku 1939 r. szpital przeszedł pod nadzór niemiecki - przeznaczony został na leczenie pracowników Gestapo i ich rodzin, policji, pracowników administracji GG.
Niemcy zaopatrywali wprawdzie szpital w aparaturę diagnostyczną i sprzęt, lecz nie wykonywali konserwacji urządzeń centralnego ogrzewania, instalacji wodnych i parowych kotłowni, pralni, studni i filtra do zmiękczania własnej wody. Jesienią 1944 r. okupanci wywieźli całe wartościowe mienie szpitala do Niemiec. Pod koniec tego samego roku zrabowany szpital został przekazany powstańcom warszawskim. Posiadał wówczas około 500 łóżek.

### Okres powojenny
Po zakończeniu II wojny światowej rozpoczęła się odbudowa szpitala. W lutym 1946 r. został przejęty  przez Ubezpieczalnię Społeczną, która rozpoczęła jego planową odbudowę. 
W 1954 roku do rozbudowy na cele szpitalne przydzielono sąsiedni budynek bursy Ks. Siemaszki. Jej adaptacja trwała do 1957 roku. 
W marcu 1972 r. otwarto Ośrodek Hemodializy i Transplantologii III Katedry i Kliniki CM UJ.
Od 18 grudnia 1998 roku szpital posiada status Samodzielnego Publicznego Zakładu Opieki Zdrowotnej, udzielającego świadczeń medycznych na poziomie II stopnia referencji.
28 czerwca 2000 r. szpital otrzymał nowy statut. Zgodnie z Uchwałą Rady Miasta Krakowa nastąpiła zmiana nazwy z Wojewódzkiego Szpitala Specjalistycznego na Szpital Miejski Specjalistyczny im. G. Narutowicza.
20 grudnia 2011 r. oddano do użytku lądowisko dla śmigłowców sanitarnych – Szpitalny Oddział Ratunkowy spełnia wymogi Ustawy o Państwowym Ratownictwie Medycznym.
17 grudnia 2013 r. oddano do użytku zmodernizowany oddział chorób wewnętrznych – dotychczasowa infrastruktura została w pełni przystosowana do obowiązujących przepisów prawa.

## Lista oddziałów szpitalnych
- Szpitalny Oddział Ratunkowy
- Oddział Kardiologiczny z Intensywną Terapią
- Oddział Anestezjologii i Intensywnej Terapii
- Oddział Ginekologiczno-Położniczy
- Oddział Noworodków i Wcześniaków z Intensywną Terapią
- Oddział Chirurgii Ogólnej
- Oddział Chorób Wewnętrznych i Endokrynologii
- Oddział Chorób Wewnętrznych
- Oddział Neurologii
- Oddział Urologii
- Oddział Otolaryngologii
- Oddział Dziecięcy
- Oddział Urazowo-Ortopedyczny
- Zespół Bloków Operacyjnych
- Apteka

## Lista poradni
- Poradnia Endokrynologiczna
- Poradnia Chirurgii Ogólnej
- Poradnia Kardiologiczna
- Poradnia Urologiczna
- Poradnia Otolaryngologiczna
- Poradnia Neurologiczna
- Poradnia Ginekologiczno-Położnicza
- Poradnia Koloproktologiczna
- Poradnia Onkologiczna
- Poradnia Rehabilitacji Medycznej
- Pracownia Fizjoterapii
- Poradnia Urazowo-Ortopedyczna

## Diagnostyka
- Zakład Diagnostyki Obrazowej
- Zakład Diagnostyki Laboratoryjnej
- Pracownia Patomorfologii z Prosektorium